# Sonia Rykiel

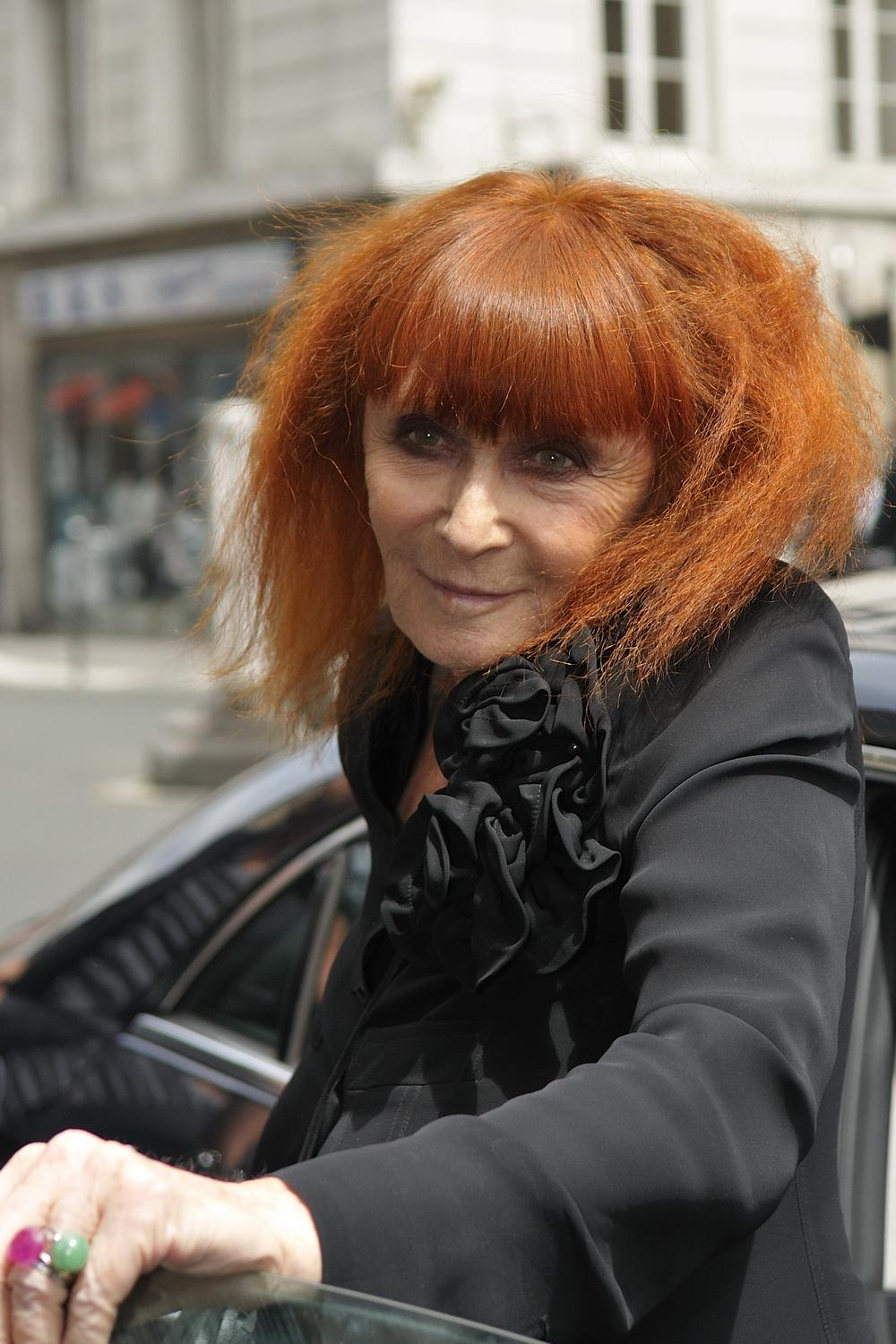
Sonia Rykiel in 2009

Sonia Rykiel (Parijs, 25 mei 1930 – aldaar, 25 augustus 2016) was een Frans modeontwerpster.

## Biografie
Sonia Rykiel, geboortenaam Flis, werd geboren uit Oost-Europese ouders van joodse afkomst. Na haar schooltijd werkte ze als etaleur tot ze in 1953 trouwde met Sam Rykiel, eigenaar van de Parijse boetiek Laura. Via hem kwam ze in contact met fabrikanten die belangstelling hadden voor haar zelfgebreide kleren. Hun producten verkocht ze aanvankelijk onder haar eigen naam in de winkel van haar man.
In 1968 opende ze zelf een zaak in de Rue de Grenelle. Daar verkocht ze kleren die de vrouw een ander imago gaven: vrijheid in plaats van elegantie. Ze voerde een kruistocht tegen korsetten en bh's. Haar truien, vaak gestreept maar ook zwart, zagen er soms uit of ze waren gekrompen in de was, maar waren gemaakt van de fijnste stoffen. Tot haar cliënten van het eerste uur behoorde onder anderen Audrey Hepburn.
Kleding van het huis Rykiel wordt over de hele wereld verkocht in exclusieve winkels. Het meer op de massa gerichte merk H&M nodigde haar in 2009 uit om een lingerielijn te ontwerpen. In sommige interieurzaken worden kleden, kussens en plaids verkocht ontworpen door Sonia Rykiel.
Voor haar 40-jarig jubileum werd een speciale dubbele modeshow georganiseerd. Het eerste deel was door Sonia ontworpen, maar er volgde als verrassing voor Sonia een tweede show, georganiseerd door haar dochter Nathalie, waarvan de kleding ontworpen was door collega-ontwerpers, onder het motto "Zo zien zij de mode van Sonia Rykiel".
Het modehuis werd later geleid door Sonia's dochter Nathalie Rykiel. Van 2007 tot 2009 was Gabrielle Greiss creatief directeur. In oktober 2011 werd de Schotse April Crichton creatief directeur. Greiss studeerde aan de Central Saint Martins School of Art en werkt sinds 2002 voor Rykiel.
Sonia's oudste kind, Jean-Philippe Rykiel, werd in 1961 blind geboren. Hij is toetsenist, componist en arrangeur.
Rykiel overleed in 2016 op 86-jarige leeftijd aan de gevolgen van de ziekte van Parkinson. Op 29 september 2018 werd, tijdens de Parijse modeweek, een straat in de Franse hoofdstad naar haar vernoemd. Deze ligt tussen de Rue du Cherche-Midi en de Rue de Rennes in de wijk Saint-Germain-des-Prés.